# Ільчук Григорій Архипович
Григо́рій Архи́пович Ільчу́к (нар. 19 листопада 1946) — доктор фізико-математичних наук, професор кафедри загальної фізики Інституту прикладної математики та фундаментальних наук Національного університету «Львівська політехніка».

## Життєпис
У 1969 році закінчив Львівський політехнічний інститут. З 1992 року працює на кафедрі на посаді доцента, а з 2005 р. — професора кафедри.
1984 року захистив кандидатську дисертацію на тему «Эпитаксиальные слои CdxHg1-xTe выращенные методом химических транспортных реакций (ХТР): получение и свойства».
У 2003 році — докторську дисертацію на тему — «Фізичні основи процесів росту з парової фази монокристалів і епітаксій них шарів А2В6 та структури на їх основі».
Член Вченої ради Інституту прикладної математики і фундаментальних наук, член спеціалізованих рад по захисту докторських і кандидатських дисертацій (Львів).
Під його керівництвом виконані й захищені кандидатські дисертації:
- Токарев С. В. «Нанокристали CdS в органічних матрицях: синтез, структура, властивості», 2014 рік, к.ф.-м.н., 01.04.18;
- Чекайло М. В. «Модифікація структури та властивостей аргіродитів Ag8SiSe6, Ag8GeSe6, Ag8SnSe6 для електроніки», 2013 рік, к.т.н., 01.04.07;
- Кусьнеж В. В. «Одержання, фізичні властивості плівок і кластерів CdS та структури на їх основі», 2010 рік, к.ф.-м.н., 01.04.18;
- Українець Н. А. «Процеси парофазного росту телуридів кадмію і цинку та бар'єри Шоткі на їх основі», 2000 рік, к.ф.-м.н., 01.04.01.
- Проф. Ільчук Г. А. є заступником головного редактора "Вісника Національного університету «Львівська політехніка»: «Фізико-математичні науки».

## Наукові інтереси
Основні напрям наукових досліджень — Математичне моделювання процесів паро фазного росту напівпровідникових сполук А2В6 та твердих розчинів на їх основі.
Вирощування монокристалів і епітаксійних шарів, реалізація приладних структур на їх основі.
Зусиллями науково-дослідної групи проф. Г. А. Ільчука укладені і діють угоди про міжнародну співпрацю з університетом «Ґданська політехніка» (Ґданськ, Польща), Фізико-технічним інститутом ім. А. Ф. Йоффе РАН (СПб, Росія) та Камерінським університетом (Камеріно, Італія).
Під його керівництвом успішно виконано три міжнародні наукові проекти (для Тайваню), які скеровані на розвиток фізичних основ альтернативної енергетики, зокрема створення високоефективної автономної системи фотоперетворення і акумулювання сонячної енергії, складовою якої є гнучкий суперконденсатор.
3 червня 2011 відомий американський журнал «Дослідження і розробки» опублікував щорічний список переможців престижного конкурсу «100 досліджень і розробок світу» (the49th Annual R&D 100 Awards,серед яких розробка Тайванського текстильного дослідного інституту (ТТДІ) «Повністю гнучкий тканинний супер-конденсатор» в номінації «Електричні прилади». Цей супер-конденсатор був винайдений і розроблений для ТТДІ колективом вчених з Національного університету «Львівська політехніка»(керівник проф. Ільчук Г. А.). Газета «Трибуна Чикаго» (The Chicago Tribune)називає цю премію «Оскар серед винаходів».

## Основні публікації
Опублікував понад 300 наукових праць, має патенти України, країн Євросоюзу, Тайваню, США та Японії.
Опублікував монографію: Chemical SurfaceDeposition of CdS Ultra Thin Films from Aqueous Solutions, Solar Cells -Thin-Film Technologies, Leonid A. Kosyachenko (Ed.), ISBN 978-953-307-570-9,InTech